# 竹馬靖具
竹馬 靖具（ちくま やすとも、1983年 - ）は、栃木県足利市出身の映画監督・脚本家・俳優。

## 来歴
舞台、映画を中心に役者としての活動を経て、2009年に自ら監督、脚本、主演を務めた 映画『今、僕は』を発表する。2011年には真利子哲也と共に映画『NINIFUNI』の脚本を執筆。5年以上の歳月を費やし完成させた『蜃気楼の舟』が東欧最大の映画祭カルロヴィ・ヴァリ国際映画祭のフォーラム・オブ・インディペンデントコンペティションに正式出品される。『蜃気楼の舟』は2016年1月、アップリンク配給により全国劇場公開。2020年8月、『ふたつのシルエット』全国劇場公開。2022年11月、『の方へ、流れる』全国劇場公開。

## 監督作品
- 今、僕は（2009年）[1]
- 蜃気楼の舟（2016年）　-カルロヴィ・ヴァリ国際映画祭フォーラム・オブ・インディペンデントコンペティション正式出品作品[2]
- ふたつのシルエット（2020年）[5]
- の方へ、流れる（2022年）[5]

## 脚本作品
- 今、僕は（2009年）[1]
- NINIFUNI（2011年 共同脚本）[5]
- 蜃気楼の舟（2016年）[1]
- ふたつのシルエット（2020年）[5]
- の方へ、流れる（2022年）[5]

## 出演作品
- 今、僕は（2009年）[1]
- 最低。（2017年）

## 著書
共著
- 無職本（2020年7月2日、水窓出版、ISBN 978-4909758033） - 松尾よういちろう、幸田夢波、太田靖久、スズキスズヒロ、銀歯、茶田記麦、小野太郎との共著